# پیتر فروکلاف (بازیکن فوتبال)
پیتر فروکلاف (انگلیسی: Peter Fairclough؛ 1893 – ۱۹۶۳ (۶۹−۷۰ سال)) بازیکن فوتبال بود.
از باشگاه‌هایی که در آن بازی کرده‌است می‌توان به باشگاه فوتبال منچستر سیتی اشاره کرد.